# 우정식 병음

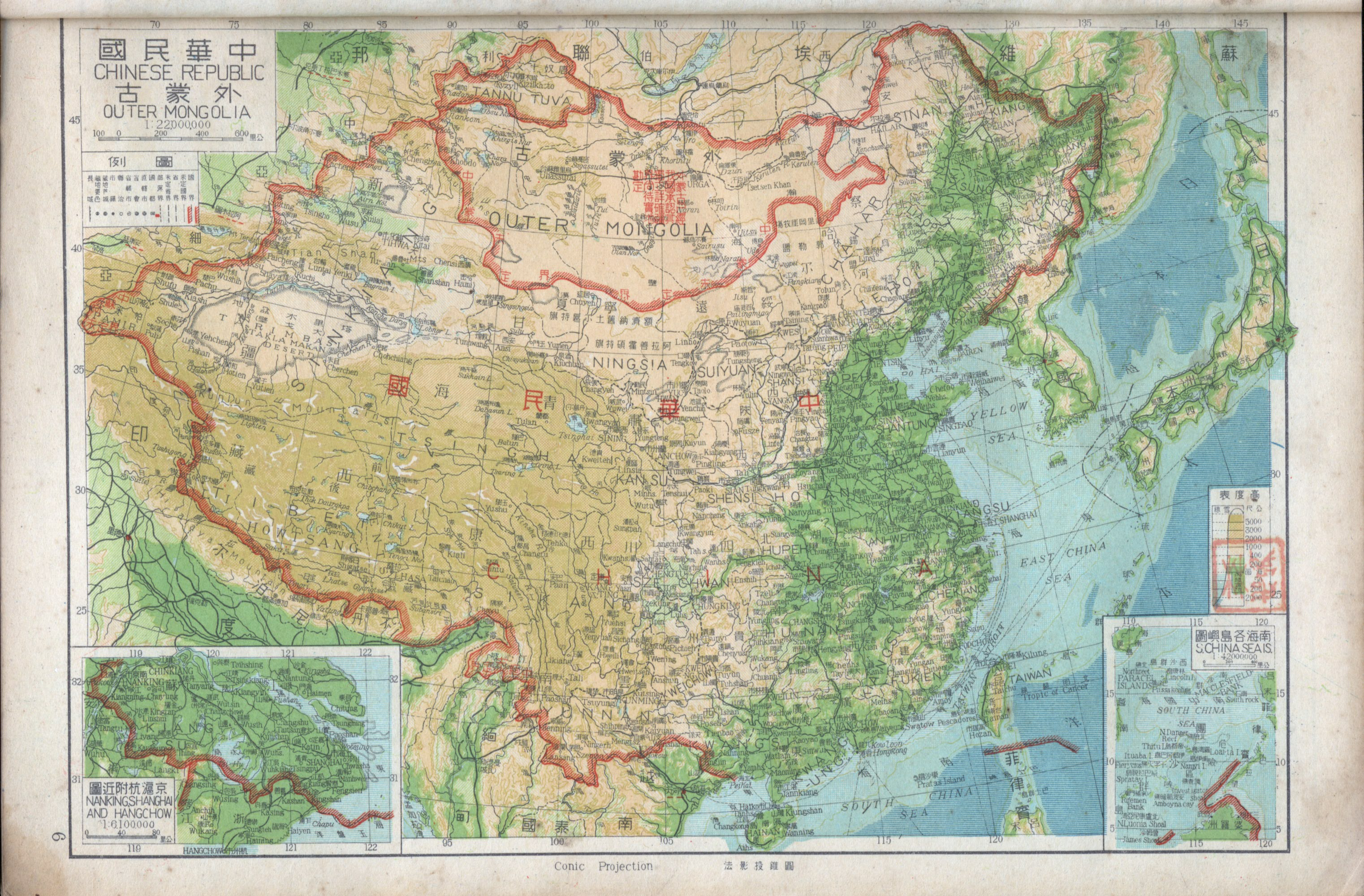

우정식 병음(郵政式拼音, postal romanization)은 20세기 초 중국에서 우편 행정용으로 사용한 로마자 표기법을 말한다.

## 같이 보기
- 원동박고원 병음체계